# La–250
A La–250 Anakonda az 1950-es években a Szovjetunióban a Lavocskin tervezőirodában kifejlesztett magassági nehéz elfogó vadászrepülőgép prototípus volt.

## Fejlesztés
Az 1950-es évek közepére nyilvánvalóvá vált, hogy az olyan szubszonikus, gépágyúval felfegyverzett vadászrepülőgép, mint a Jak–25 képtelen elfogni gyors, nagy magasságban támadó célpontokat, amit a sugárhajtású stratégiai bombázógépek új generációja jelentett. 1953-ban ennek a problémának a megoldására a Lavocskin vezette OKB–301 tervezőiroda a Berkut légvédelmi rendszer kiegészítését javasolta közelharc rakétákkal. A Berkut rendszer, mely Moszkva légvédelmét volt hivatott biztosítani, radarállomások és légvédelmi rakéták, valamint földi irányítású elfogó vadászgépek kiterjedt hálózatából állt. A Lavocskin által javasolt rakéta a G-300 volt, melynek irányítása elektroncsöves rendszeren alapult és olyan nehéz volt (körülbelül 1000 kg), hogy a szovjet arzenál egyetlen vadászgépe sem tudta hordozni. Ehelyett egy Tu–4 bombázógépet (ez a Boeing B–29 szovjet másolata volt) alakítottak át úgy, hogy négy G–300 típusú rakétát lehessen a szárnya alá függeszteni. Ez a rendszer a G-310 kódjelet kapta. Mindeme nehézségek mellett a G–300 tervezett hatótávolsága csak 15 km, legnagyobb magassága 20 000 m volt. A G–310 1952 tavaszán 10 felszállást hajtott végre, ezek alapján a további próbákat felfüggesztették, mivel nem váltotta be a hozzá fűzött reményeket.
1952 novemberében a szovjet kormány elrendelte a K–15 kompleksz fejlesztését. A K–15 "250" jelű elfogó vadászgépekből állt (később átnevezték La–250 kódnévre), melyek "275" kódjelű irányított rakétákkal lettek volna felszerelve. A La–250 képes lett volna elfogni 1250 km/h sebességgel (M=1,18 Mach számú) 20 000 m magasan és a légibázistól legfeljebb 500 km távolságra haladó céltárgyakat. A rakétákat kezdetben a Vozduh–1 földi rendszer irányította volna, melytől a repülés végső fázisában, 40 km-re a céltól fedélzeti radar vette volna át az irányítást és automatikus gyújtóberendezés robbantotta volna fel a cél közelében. A "275" jelű lövedéket 870 kg tömegűre tervezték és folyékony üzemanyagú rakétamotor hajtotta volna, legnagyobb tervezett sebessége elérte volna a 3900 km/h értéket. 125 kg konvencionális robbanóanyaggal töltött robbanófeje tervezett hatásos körzetének sugara 50 m. A La–250 két "275" rakétával lett volna felszerelve a törzs alatt hosszanti elrendezésben.
A K–15U radarral és a Klimov VK–9 hajtóművel felmerült nehézségek miatt a repülőgépet gyökeresen áttervezték, K–15M radarral szerelték fel és kisebb teljesítményű Ljulka AL–7 hajtóműveket építettek be. Ezek a változások viszont megkívánták a könnyebb "275A" alkalmazását (érdekes, hogy bár a lövedék tömege 800 kg-ra csökkent, a robbanófej tömege 140 kg-ra nőtt). Az új sárkány kisebb törzzsel és delta szárnnyal a korábbi változat nyilazott szárnya helyett az La–250A kódnevet kapta. A "275" rakéták most a szárny alatti felfüggesztéseken kaptak helyet. A sárkány könnyítése nem ellensúlyozta a hajtómű szerényebb tolóerejét és a tervezett repülési teljesítmények nem érték el a La–250-ét.
A repülőgép erőltetett áttervezése mellett az OKB Lavocskin megbízást kapott a "275" típusú rakéta új változatainak tervezésére is. A fél-aktív radarvezérlésű "277", a nukleáris töltettel ellátott "279" és a szilárd hajtóanyagú "280" típust párhuzamosan fejlesztették. Az első La–250 prototípus végül 1956. június 16-án gurult ki a betonra. Az öt prototípus próbarepüléseit katasztrófák kísérték, részint a hidraulikus erőátviteli rendszer és a futómű meghibásodása, valamint a pilótafülkéből való rossz kilátás miatt (ezt később korrigálták az orr enyhe megdöntésével). A La–250A 1956-ban mindössze egyszer, 1957-ben csak hatszor, 1958-ban pedig 14-szer szállt fel. A lassú előrehaladást megelégelve a szovjet légierő 1959-ben minden munkát leállított a K–15 rendszeren. A K–15 rendszer fejlesztésekor megtanult leckét egy új elfogó vadászrepülőgép rendszer követelményeinek kialakításánál hasznosították, ami a Tu–28 (későbbi jelzése: Tu–128) elfogó vadászrepülőgép megalkotásához vezetett.
A La–250 sikertelen, nehézségekkel terhelt története nyugaton is megismétlődött a Convair F–102 Delta Dagger és az F–106 Delta Dart elfogó vadászgép hasonlóan komplikált megalkotásakor.

## Műszaki adatok (La–250A)
- Személyzet: 2 fő

### Méretek
- Hossz: 26,8 m
- Fesztáv: 13,9 m
- Magasság: 6,5 m
- Szárnyfelület: 80,0 m²

### Tömegadatok
- Üres tömeg: 18 988 kg
- Terhelt tömeg: 24 500 kg
- Legnagyobb felszálló tömeg: 27 500 kg

### Hajtómű
- Típusa: 2 x Ljulka Al–7F gázturbinás sugárhajtómű utánégetővel
- Tolóerő: 98,0 kN

### Teljesítményadatok
- Legnagyobb sebesség: 1800 km/h, fedélzeti rakéták nélkül
- Hatótáv: 2000 km
- Magasság: 17 000 m
- Szárny felületi terhelése: 306 kg/m²
- Tolóerő–súly arány: 0,41

### Fegyverzet
- 2 x légiharc rakéták szárny alá függesztett tartókon "275," "277," "279," vagy "280".

## Fordítás
- Ez a szócikk részben vagy egészben  a   Lavochkin La-250 című angol Wikipédia-szócikk ezen változatának fordításán alapul.  Az eredeti cikk szerkesztőit annak laptörténete sorolja fel. Ez a jelzés csupán a megfogalmazás eredetét és a szerzői jogokat jelzi, nem szolgál a cikkben szereplő információk forrásmegjelöléseként.